# Billboard Japan
Billboard Japan là tổ chức chị em của tạp chí âm nhạc Billboard tại Hoa Kỳ. Tổ chức được điều hành bởi công ty Hanshin Contents Link (một chi nhánh của Hanshin Electric Railway) có trụ sở tại Osaka, Nhật Bản, giữ giấy phép độc quyền từ công ty mẹ Billboard với tên thương hiệu Billboard tại Nhật Bản và quản lý trang web www.billboard-japan.com và một số câu lạc bộ âm nhạc mang nhãn hiệu "Billboard Live" được đặt tại quốc gia này.
Vào tháng 2 năm 2008, Hanshin Content Link theo giấy phép từ Billboard, đã ra mắt Billboard Japan Hot 100. Tính đến năm 2016, danh sách các bảng xếp hạng biên soạn bởi Billboard Japan cũng bao gồm một bảng xếp hạng album mang tên Billboard Japan Hot Album, với doanh số chỉ dựa trên bảng xếp hạng Top Singles Sales, Album Sales, Top Jazz Albums Sales và Top Classical Album Sales, bảng xếp hạng phát sóng trên radio có tên Radio Song, bảng xếp hạng nhạc hoạt hình có tên Hot Animation và bảng xếp hạng cho các bài hát nước ngoài là Hot Overseas.
Kể từ năm 2010, Billboard Japan tổ chức lễ trao giải thường niên mang tên Billboard Japan Music Awards, vinh danh các nghệ sĩ, ở cả trong nước và ngoài nước đã đạt được kết quả tốt nhất trên bảng xếp hạng âm nhạc Billboard Japan trong năm vừa qua.

## Bảng xếp hạng
- Bài hát
  - Hot 100 (bảng xếp hạng tổng hợp)
  - Hot Overseas (bảng xếp hạng tổng hợp cho các bài hát nươcc ngoài)
  - Radio Songs (hủy bỏ vào năm 2017, chỉ dựa vào lượt phát trên radio)
  - Streaming Songs (bắt đầu Radio Songs bị hủy, chỉ dựa trên lượt streaming)
  - Hot Animation (bảng xếp hạng tổng hợp cho nhạc phim hoạt hình)
- Đĩa đơn
  - Top Singles Sales (chỉ dựa vào doanh số đĩa đơn)
- Album
  - Hot Albums (bảng xếp hạng tổng hợp)
- Doanh số album
  - Top Albums Sales (chỉ dựa vào doanh số album)
  - Top Jazz Albums Sales (chỉ dựa vào doanh số album)
  - Top Classical Albums Sales (chỉ dựa vào doanh số album)